# PETIT IDOLM@STER Twelve Campaigns!
'PETIT IDOLM@STER Twelve Campaigns!'(프티 아이돌마스터 트웰브 캠페인즈)는 2014년 5월 28일부터 프런티어 워크스 (발매원)·KADOKAWA 미디어 팩토리 (판매원)에서 발매되고 있는, Web 애니메이션 '프티마스!! - 프티프티 아이돌마스터-'의 캐릭터 송 시리즈. 모두 6매.

## 개요
애니메이션 '프티마스!! - 프티프티 아이돌마스터-'의 캐릭터 송 시리즈.
각 CD 마다 2쌍씩 참가해, 각각 캠페인 송을 테마로 한 솔로 신곡과 그 가라오케 버전, 담당한 달교체 ED곡의 솔로 믹스, 프티돌·코토리·프로듀서를 섞은 드라마 파트 '아침의 연속프티드라마' (NHK 연속 TV 소설의 패러디)가 수록되고 있다.
쟈켓 일러스트는 타마도 장대. 신곡 타이틀은 'PETIT IDOLM@STER Twelve Seasons!' 같이, 머리 한 글자를 연결하면 문장이 된다.
이 CD시리즈용의 신곡은 굵은 글씨로 표기한다.

## vol.1
2014년 5월 28일 발매. 테마는 야요이가 '절약', 이오리가 '독서'.
수록곡
1. 감격 해피 이콜로지
가: 타카츠키 야요이(니고 마야코)
작사: yura, 작곡: el, 편곡: 요시다 죠
2. 아침의 연속프티드라마 모두 꺄편-야요이와 야요 편—
3. 에피소드 러브
가: 미나세 이오리(쿠기미야 리에)
작사: yura, 작곡: el, 편곡: manzo
4. 아침의 연속프티드라마 모두 꺄편-이오리와 이오 편—
5. 감격 해피 이콜로지 off vocal
6. 에피소드 러브 off vocal
7. 안녕○선샤인
가: 타카츠키 야요이(니고 마야코)
작사·작곡: 이이지마켄, 편곡: 탄조토모히로
8. 안녕○선샤인
가: 미나세 이오리(쿠기미야 리에)
작사·작곡: 이이지마켄, 편곡: 탄조토모히로

## vol.2
2014년 6월 4일 발매. 테마는 타카네이 '쿨 재팬', 히비키가 '오키나와'.
수록곡
1. 달의 벚꽃
가: 시죠 타카네(하라 유미)
작사: yura, 작곡·편곡: 야마구치 아키라언
2. 아침의 연속프티드라마 모두 꺄편-타카네와 타카냐 편—
3. 하늘과 바다의 섬
가: 가나하 히비키(누마쿠라 마나미)
작사: yura, 작곡: 소노다 토모야, 편곡: 모모이시원
4. 아침의 연속프티드라마 모두 꺄편-히비키와 치비키 편—
5. 달의 벚꽃 off vocal
6. 하늘과 바다의 섬off vocal
7. 굿 나잇☆스타즈
가: 시죠 타카네(하라 유미)
작사·작곡: 이이지마켄, 편곡: 탄조토모히로
8. 안녕○선샤인
가: 가나하 히비키(누마쿠라 마나미)
작사·작곡: 이이지마켄, 편곡: 탄조토모히로

## vol.3
2014년 6월 25일 발매. 테마는 리츠코가 '학원', 하루카이 '교통 안전'.
수록곡
1. Q&A
가: 아키즈키 리츠코(와카바야시 나오미)
작사: yura, 작곡: 이치조우, 편곡: 후쿠토미 마사유키
2. 아침의 연속프티드라마 모두 꺄편-리츠코와 칫쨩 편—
3. 적극적으로 가자♪
가: 아마미 하루카(나카무라 에리코)
작사: yura, 작곡: 모리야 타카시 맑음, 편곡: 야자 오지 않아
4. 아침의 연속프티드라마 모두 꺄편-하루카과 하루카 씨 편—
5. Q&A off vocal
6. 적극적으로 가자♪off vocal
7. 헬로*런치 타임
가: 아키즈키 리츠코(와카바야시 나오미)
작사·작곡: 이이지마켄, 편곡: 탄조토모히로
8. 헬로*런치 타임
가: 아마미 하루카(나카무라 에리코)
작사·작곡: 이이지마켄, 편곡: 탄조토모히로

## vol.4
2014년 7월 9일 발매. 테마는 치하야가 '수험생 응원', 마코토가 '여자력 UP'.
수록곡
1. 잘천천히
가: 키사라기 치하야(이마이 아사미)
작사: yura, 작곡·편곡: 이시즈카령의
2. 아침의 연속프티드라마 모두 꺄편-치하야와 치햐 편—
3. 중요한 사람
가: 키쿠치 마코토(히라타 히로미)
작사: yura, 작곡·편곡: 이시즈카령의
4. 아침의 연속프티드라마 모두 꺄편-마코토와 마코치 편—
5. 잘천천히 off vocal
6. 중요한 사람 off vocal
7. 헬로*런치 타임
가: 키사라기 치하야(이마이 아사미)
작사·작곡: 이이지마켄, 편곡: 탄조토모히로
8. 헬로*런치 타임
가: 키쿠치 마코토(히라타 히로미)
작사·작곡: 이이지마켄, 편곡: 탄조토모히로

## vol.5
2014년 7월 30일 발매. 테마는 유키호가 '휴대 전화', 미키가 '여름의 여행'.
1. Pu-Ru-Ru
가: 하기와라 유키호(아사쿠라 아즈미)
작사: yura, 작곡: 카미야 히로시, 편곡: 카와이 사카에 상속인
2. 아침의 연속프티드라마 모두 꺄편-유키호와 유키포 편—
3. 챔피언
가: 호시이 미키(하세가와 아키코)
작사: yura, 작곡·편곡: 이시즈카령의
4. 아침의 연속프티드라마 모두 꺄편-미키와 아후 편—
5. Pu-Ru-Ru off vocal
6. 챔피언 off vocal
7. 굿 나잇☆스타즈
가: 하기와라 유키호(아사쿠라 아즈미)
작사·작곡: 이이지마켄, 편곡: 탄조토모히로
8. 굿 나잇☆스타즈
가: 호시이 미키(하세가와 아키코)
작사·작곡: 이이지마켄, 편곡: 탄조토모히로

## vol.6
2014년 8월 6일 발매. 테마는 아미/마미가 '스위츠', 아즈사가 '항공 회사'.
1. 덜컥☆하피바
가: 후타미 아미/마미(시모다 아사미)
작사: yura, 작곡: 와카바야시 타카트그, 편곡: 후쿠토미 마사유키
2. 아침의 연속프티드라마 모두 꺄편-아미·마미와 코아미·코마미 편—
3. LOOK THE SKY
가: 미우라 아즈사(타카하시 치아키)
작사: yura, 작곡: 후지모토기자, 편곡: 후쿠토미 마사유키
4. 아침의 연속프티드라마 모두 꺄편-아즈사와 미우라씨 편—
5. 덜컥☆하피바off vocal
6. LOOK THE SKY off vocal
7. 안녕○선샤인
가: 후타미 아미/마미(시모다 아사미)
작사·작곡: 이이지마켄, 편곡: 탄조토모히로
8. 굿 나잇☆스타즈
가: 미우라 아즈사(타카하시 치아키)
작사·작곡: 이이지마켄, 편곡: 탄조토모히로